# ベッチドルフ
ベッチドルフ （Betchdorf）は、フランス、グラン・テスト地域圏、バ＝ラン県のコミューン。釉薬に塩を用いる炻器の製造で知られる。ドイツ、プファルツ地方と接するウトル＝フォレ地方（fr）の入口にあたる。

## 歴史

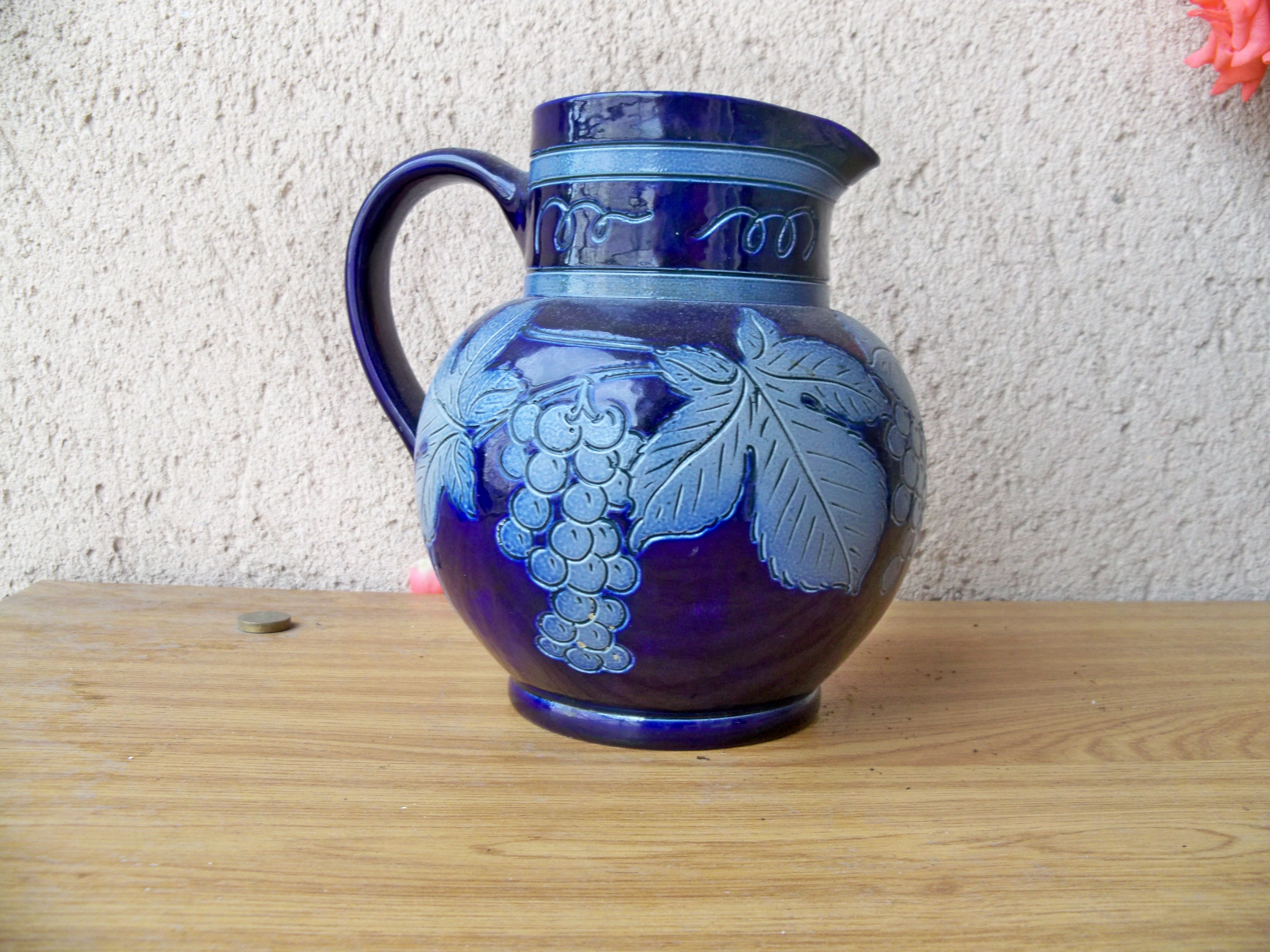
ベッチドルフ焼き

ベッチドルフの地はケルト人とローマ人が最も古くに暮らしていた。中世最盛期、村はハットガウ領主の領地の一部をなしていた。1332年にリヒテンベルク家（その後ハーナウ・リヒテンベルク家となる）が領主となった。村は16世紀初頭のドイツ農民戦争で農民側につき、厳しく罰せられた。
1586年、ドイツ人陶芸家Knoetchenが村へ移り住み、彼は炻器の製法を伝えた。ソエル川沿いは天然の粘土が取れた。瞬く間にベッチドルフは炻器の製造中心地となり、アルザス地方に良い品質の食器を供給した。1717年、ラインラントから陶器作りの別の影響があった。製造中に塩水を噴霧し、灰色の器に青い釉薬をかけるという特徴の陶器のおかげで、村は繁栄した。
現在、スフレンアイムの陶器とともにベッチドルフの陶器も知られている。13の工房で昔ながらの塩水を噴霧するやり方で作られており、これによって防水がなされるのでベッチドルフの器は食品の保存に向いている。
1971年3月13日、オーベルベッチドルフとニーデルベッチドルフの2つのコミューンが合併して、ベッチドルフが誕生した。

## 人口統計
| 1962年 | 1968年 | 1975年 | 1982年 | 1990年 | 1999年 | 2006年 | 2009年 |
| ------ | ------ | ------ | ------ | ------ | ------ | ------ | ------ |
| 2757   | 2848   | 3038   | 3371   | 3628   | 3727   | 3940   | 4001   |

参照元:INSEE · 